# マトラ・MS10
マトラ・MS10 (Matra MS10) は、マトラ・インターナショナルが1968年のF1世界選手権に投入したフォーミュラ1カー。V12エンジンを搭載した姉妹車のMS11と同じく、マトラが製作した初のフォーミュラ1専用車であり、1968年に3勝を挙げた。ジャッキー・スチュワートはドライバーズランキング3位となり、マトラ・インターナショナルもコンストラクターズランキング3位となった。

## コンセプト
フォーミュラ2で成功した後、マトラは独自のV12エンジンを搭載したF1カーを開発した。しかし、フォーミュラ2チームを運営していたケン・ティレルは、1967年シーズンのコスワース DFVエンジンのパフォーマンスに感銘を受け、マトラに対してDFVを搭載した車を開発するよう説得した。結局、マトラ・スポールはV12エンジンを搭載したMS11をワークスチームでエントリーさせ、ティレルにはV8エンジンを搭載したMS10をマトラ・インターナショナルとしてエントリーさせた。
MS10の最も革新的な特徴は、航空機にインスパイアされた構造の燃料タンクを搭載したことであった。これにより、シャシーは約15kg軽くなり、競合車よりもさらに強力になった。FIAはゴム製のバッグタンクを使用したこの技術が安全ではないと考え、1970年に禁止した。

## レース戦歴
ジャッキー・スチュワートはBRMで2年間目立った成績を上げられず、1968年にティレルのフォーミュラ2 マトラ・チームに移籍、F1マシンを走らせることとなった。しかし開幕戦の南アフリカでは暫定車両のMS9で出場、予選では3番手と印象的な結果を出したが、決勝はエンジントラブルのためリタイアとなった。スチュワートはその後、ハラマで行われたF2レースで手首を負傷したため、スペイングランプリにはジャン＝ピエール・ベルトワーズが代役として出場、MS10をデビューさせた。ベルトワーズはファステストラップを記録し、5位となった。第3戦モナコでベルトワーズはMS11に乗り換え、MS10はジョニー・セルボ＝ギャバンがドライブした。スチュワートは回復すると、シーズン残りでMS10をドライブした。
シーズンが進むにつれ、チームはエアロフォイルの「ウィング」の装着を実験した。例えば、イタリアとアメリカでは、スチュワートは高い位置にマウントしたウィングを装着したMS10をドライブした。この様なハイマウントウィングはロータスのドライバーが1969年スペイングランプリでウィングの支柱が折れるという事故に遭った後に禁止された。1969年南アフリカグランプリでMS10は二つのハイウィングを装着し、一つは車体前方、もう一つはリアサスペンション後方に取り付けられた。その他のレースでは、低いウィングが取り付けられた。
2台目のMS10はシーズン後半に製造され、ジョニー・セルボ＝ギャバンがドライブした。スチュワートはこの年、3勝を挙げこの他にもノンタイトル戦のインターナショナルゴールドカップにも勝利し、ランキング3位となった。同様にマトラ・インターナショナルもコンストラクターズランキング3位となった。
1969年の開幕戦南アフリカでスチュワートは優勝し、その後ノンタイトル戦のBRDCインターナショナルトロフィーで3位となった後、MS10はMS80に取って代わられた。

## F1における全成績
(key) （太字はポールポジション、斜体はファステストラップ）
| 年     | チーム                     | エンジン                       | タイヤ | ドライバー                     | 1   | 2   | 3   | 4   | 5   | 6   | 7   | 8   | 9   | 10  | 11  | 12  | ポイント | 順位 |
| ------ | -------------------------- | ------------------------------ | ------ | ------------------------------ | --- | --- | --- | --- | --- | --- | --- | --- | --- | --- | --- | --- | -------- | ---- |
| 1968年 | マトラ・インターナショナル | フォード コスワース DFV 3.0 V8 | D      |                                | RSA | ESP | MON | BEL | NED | FRA | GBR | GER | ITA | CAN | USA | MEX | 451      | 3位  |
| 1968年 | マトラ・インターナショナル | フォード コスワース DFV 3.0 V8 | D      | ジャッキー・スチュワート       |     |     |     | 4   | 1   | 3   | 6   | 1   | Ret | 6   | 1   | 7   | 451      | 3位  |
| 1968年 | マトラ・インターナショナル | フォード コスワース DFV 3.0 V8 | D      | ジャン＝ピエール・ベルトワーズ |     | 5   |     |     |     |     |     |     |     |     |     |     | 451      | 3位  |
| 1968年 | マトラ・インターナショナル | フォード コスワース DFV 3.0 V8 | D      | ジョニー・セルボ＝ギャバン     |     |     | Ret |     |     |     |     |     | 2   | Ret |     | Ret | 451      | 3位  |
| 1969年 | マトラ・インターナショナル | フォード コスワース DFV 3.0 V8 | D      |                                | RSA | ESP | MON | NED | FRA | GBR | GER | ITA | CAN | USA | MEX |     | 662      | 1位  |
| 1969年 | マトラ・インターナショナル | フォード コスワース DFV 3.0 V8 | D      | ジャッキー・スチュワート       | 1   |     |     |     |     |     |     |     |     |     |     |     | 662      | 1位  |
| 1969年 | マトラ・インターナショナル | フォード コスワース DFV 3.0 V8 | D      | ジャン＝ピエール・ベルトワーズ | 6   |     |     |     |     |     |     |     |     |     |     |     | 662      | 1位  |

1 1968年のコンストラクターズランキングでマトラ-フォードは3位（45ポイント）、マトラは9位（8ポイント）となった。

2 1969年シーズンは9ポイントをMS10、残りのポイントはMS80が獲得した。

## ノンタイトル戦における全成績
(key) （太字はポールポジション、斜体はファステストラップ）
| 年     | チーム                     | エンジン                       | タイヤ | ドライバー               | 1   | 2   | 3   | 4   |
| ------ | -------------------------- | ------------------------------ | ------ | ------------------------ | --- | --- | --- | --- |
| 1968年 | マトラ・インターナショナル | フォード コスワース DFV 3.0 V8 | D      |                          | ROC | INT | OUL |     |
| 1968年 | マトラ・インターナショナル | フォード コスワース DFV 3.0 V8 | D      | ジャッキー・スチュワート | 6   |     | 1   |     |
| 1969年 | マトラ・インターナショナル | フォード コスワース DFV 3.0 V8 | D      |                          | ROC | INT | MAD | OUL |
| 1969年 | マトラ・インターナショナル | フォード コスワース DFV 3.0 V8 | D      | ジャッキー・スチュワート |     | 31  |     |     |

1 スチュワートはMS80でポールポジションを獲得したが、決勝はMS10を使用した。
ギャラリー
- ハイウィングを装着したMS10、2008年のグッドウッド・フェスティバル・オブ・スピード。
- ヨッヘン・リントを追うジャッキー・スチュワート、1968年オランダグランプリ。
- ジャッキー・スチュワート、1968年ドイツグランプリ。ローウィング装着車。
- 1969年南アフリカグランプリでのジャッキー・スチュワート。二枚のウィングを装着している。（予選時）

## 脚註
^1 - MS10は1969年シーズンは1戦のみで使用され、その後はMS80が使用された。

## 参照
1. ↑  “Matra MS10”. StatsF1.com. 2015年1月28日閲覧。
2. ↑  “Ken Tyrrell”. motorsportmagazine.com. 2016年12月7日閲覧。
3. ↑  “GRAND PRIX RESULTS: SPANISH GP, 1968”. Grandprix.com. 2015年1月28日閲覧。
4. ↑  “Matra MS 10 Grand Prix car”. automobiliac.com. 2015年1月28日閲覧。
5. ↑  “GRAND PRIX RESULTS: SPANISH GP, 1969”. Grandprix.com. 2015年1月28日閲覧。
6. ↑  “1969 SA GP Stewart Matra MS10 two wings”. motoprint.co.za. 2015年1月28日閲覧。